# Hernádgönyű
Hernádgönyű (szlovákul: Gyňov) falu Szlovákiában, a Kassai kerület Kassa-környéki járásában.

## Fekvése
Kassától 15 km-re délkeletre, a Hernád jobb partján fekszik.

## Nevének eredete
Neve a szláv Gniew, vagy Gniewomir személynévből származik.

## Története
Hernádgönyű (Gönyű, Al-, Felgönyű) Árpád-kori település, nevét az oklevelek 1255-ben említették először „Gunupotoka” néven.
1268-ban „Gvnv”, 1270-ben „Fel Genew”, „Felgyno”, „Algunyo” néven említették.
Gönyű abaúji várföld volt, melyet IV. Béla király 1268 előtt Csannyal együtt az Aba nemzetséghez tartozó Bvdvn fia Dénesnek adott, István király viszont ugyanezt Gálnak és társainak adta felkassai földjeikért cserébe. Dénes emiatt hatalmaskodott Gálékon, de 1270-ben mégis átengedte nekik a földet.
1290-ben a Gönyűi nemesek osztozkodtak öröklött birtokaikon. Az osztozkodáskor említették Scartas (Szartos)-patakot, mely még ma is megvan.
1317-1320 között írták egy oklevélben Gönyüi Máté nevét, aki szolgabíró, illetve királyi ember volt.
A település mai lakói főleg állattenyésztéssel és kézművességgel foglalkoznak.
A 18. század végén Vályi András így ír róla: „Felső Gönyű. Magyar falu Abauj Vármegyében, földes Urai több Uraságok, lakosai katolikusok, fekszik a’ Kassai járásban, épűletre fája nintsen, mivel felét szántó földgyének néha a’ víz járja, ámbár Kassának szomszédságában lévén, vagyonnyainak el adására jó alkalmatossága van, mind az által második Osztálybéli.”
Fényes Elek 1851-ben kiadott geográfiai szótárában így ír a faluról: „Gönyő, tót-magyar falu, Abauj vmegyében, Enyiczkéhez 1 órányira: 170 r. kath., 130 g. kath., 40 ref., 15 zsidó lak. F. u. Kormos, Bodnár, a Kassai seminarium. Ut. p. Kassa.”
Borovszky Samu monográfiasorozatának Abaúj-Torna vármegyét tárgyaló része szerint: „Bocsárdtól nyugatra, a vasút mellett van Gönyü, melynek 43 háza és 286 tót ajku lakosa van. Postája és távirója Csány.”
A trianoni diktátumig Abaúj-Torna vármegye Füzéri járásához tartozott, majd az új Csehszlovák államhoz csatolták. 1938 és 1945 között ismét Magyarország része.

## Népessége
| Év:            | 1994. | 2004.   | 2014.   | 2024.    |
| -------------- | ----- | ------- | ------- | -------- |
| Emberek száma: | 584   | 564     | 617     | 689      |
| Eltérés:       |       | -3,42 % | +9,39 % | +11,66 % |

| Év:            | 2023. | 2024.   |
| -------------- | ----- | ------- |
| Emberek száma: | 683   | 689     |
| Eltérés:       |       | +0,87 % |

1910-ben 351-en, többségében magyar anyanyelvűek lakták, jelentős szlovák kisebbséggel.
2001-ben 1482 lakosából 1463 szlovák volt.
2011-ben 608 lakosából 592 szlovák volt.